# Hotel U Bílého koně
Hotel U Bílého koně nebo Hotel Bílý kůň, původní název Gasthaus Zum weissen Ross, je hotel s historickou tradicí a terasou s výhledem do údolí řeky Ohře v městské památkové rezervaci v centru Lokte v Karlovarském kraji. Od roku 1984 je chráněn jako kulturní památka. Roku 1999 byla ochrana rozšířena o venkovní terasu na parcelním čísle 116.

## Historie
Původní patrový objekt byl postaven v polovině 16. století a měl ještě středověké založení. V dávných dobách v hotelu Bílý kůň bydleli vyslanci čekající na audienci u krále na královském hradu. Majitelem hotelu byl před jeho přestavbou Balthasar Matschak. Roku 1899 nahradila původní objekt nová eklektická budova, postavená podle plánů rakouského architekta Gerharda Reitmayera. Jako stavitel bývá uváděn dlouholetý starosta Lokte Friedrich Dörfler, je však možné, že stavitelem byl jeho stejnojmenný syn. Po roce 1998 vlastnila hotel společnost Hotel Bílý kůň s. r. o., která však skončila v roce 2008 v likvidaci. Teprve potom se uskutečnila rekonstrukce hotelu, kterou projektovala firma Projektstav s. r. o. a nově zrekonstruovaný hotel byl opět uveden do provozu.

### Významné historické události
Slavný básník J. W. Geothe několikrát navštívil Loket a jeho pobyty jsou uvedeny i na pamětní desce na fasádě hotelu. Na terase hotelu se dne 28. srpna 1823 uskutečnil slavnostní oběd při příležitosti jeho 74. narozenin ve společnosti rodiny Levetzowých. Traduje se, že právě zde požádal slavný básník o ruku devatenáctiletou Ulriku von Levetzow. Byl však zdvořile odmítnut. Poté básník odcestoval do Výmaru a již nikdy se do Čech nevrátil. Na terase v zastřešeném altánku je zavěšen obraz, na kterém je zobrazena událost, kde je básník při oslavě svých narozenin ve společnosti paní von Levetzow a jejích dcer Ulriky, Amalie a Berty.
Další významnou událostí bylo na konci druhé světové války, dne 8. května 1945, podepsání oficiální kapitulace jednotek XII. sboru německé armády. Konkrétně se jednalo o 404. divizi od Chemnitz, 347. divizi od Aue, 413. divizi mezi Klingenthalem a Sokolovem a divizi Benice z okolí Horního Slavkova. V hotelu Bílý kůň podepsal kapitulaci německý generál Herbert Osterkamp před brigádním generálem americké armády Georgem Arthurem Taylorem. Když generál Taylor počal diktovat místo podpisu, uvedl Elbogen, Czechoslovakia. Generál Osterkamp však požadoval místo Czechoslovakia název Sudetenland. Dostal odpověď, že zde není žádný Sudetenland, „zde je Československo“, a tím kapitulační akt skončil. Tuto událost připomíná pamětní deska na fasádě hotelu.

## Stavební podoba
Komplex tvoří dvě sousední budovy čp. 108 a čp. 109 na náměstí (ulici) T. G. Masaryka. Hlavní budova o čtyřech osách stojí na nároží s Řeznickou ulicí a má čtyři nadzemní podlaží. Budova je podsklepená. Hlavní průčelí je charakteristické bohatě tvarovaným vysokým štítem. Na nároží je přisazen přes dvě podlaží arkýř krytý vysokou jehlancovou střechou. V přízemí je vstup s členitou kovovou markýzou a původními dřevěnými masivními dveřmi. Součástí kulturní památky je i částečně zastřešená terasa s původním dřevěným pavilónem, tzv. Goethovo vyhlídkou, kde dříve hrála hudba a kde se i tancovalo.

## Fotogalerie

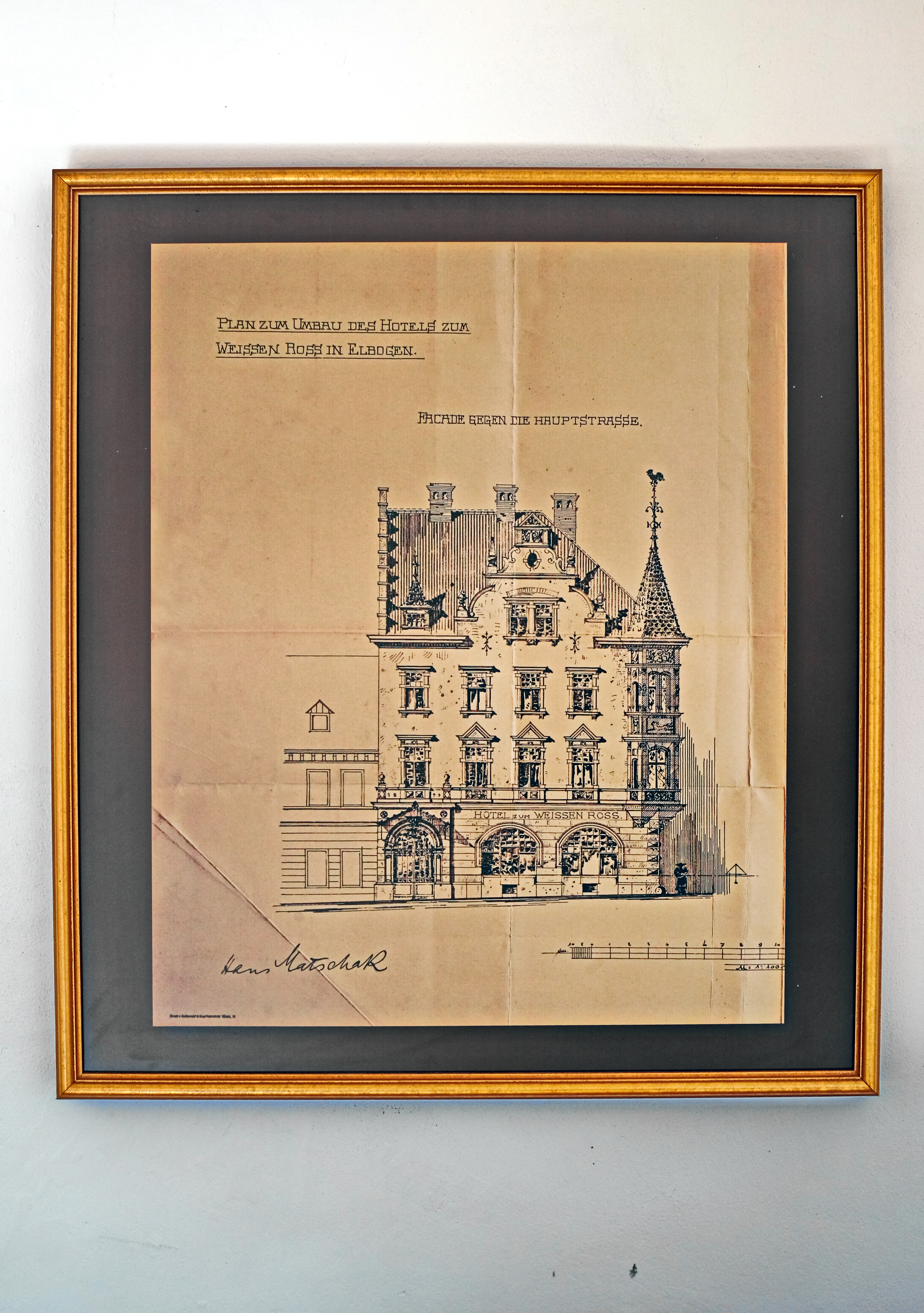
Plán přestavby z roku 1899
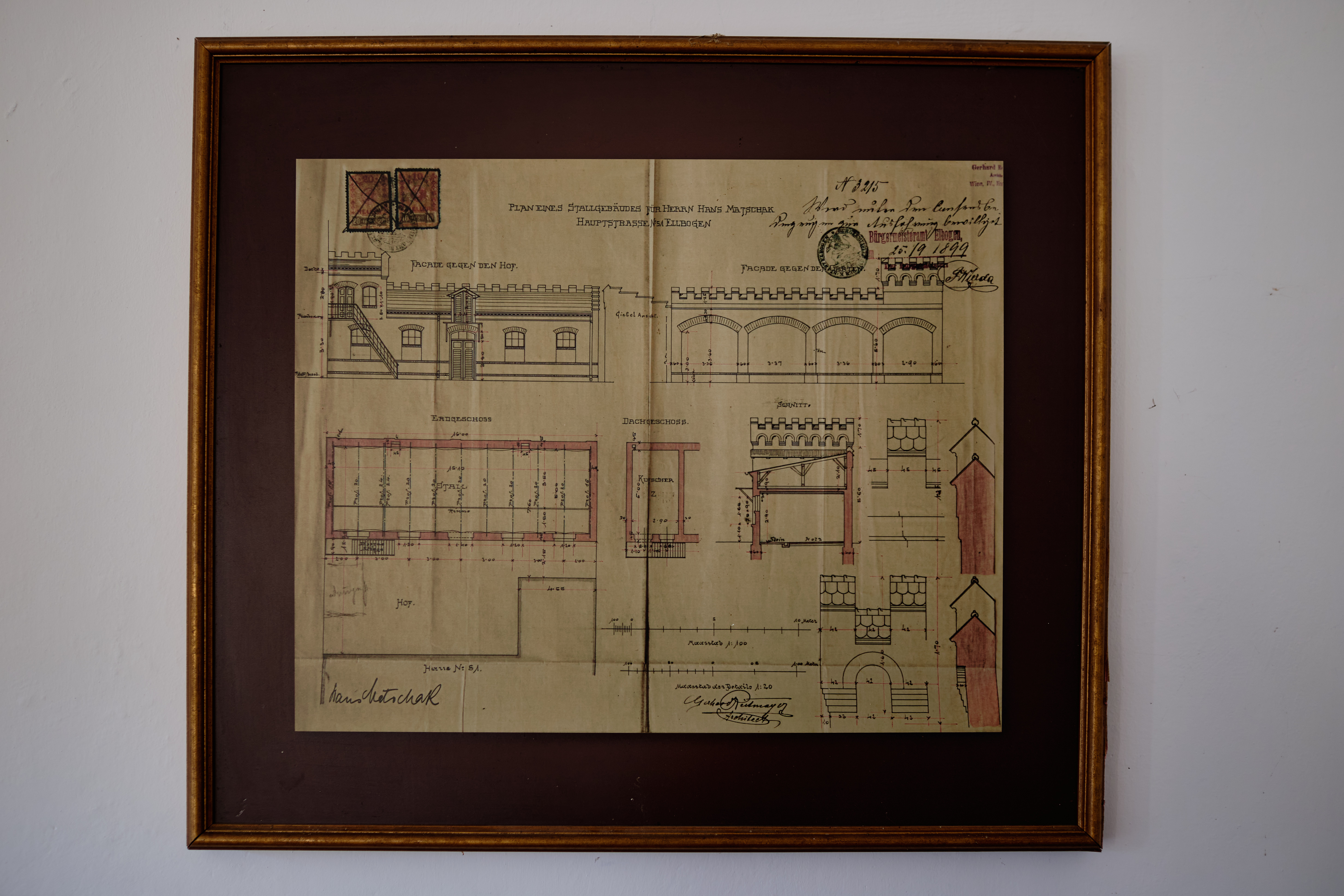
Plán přestavby
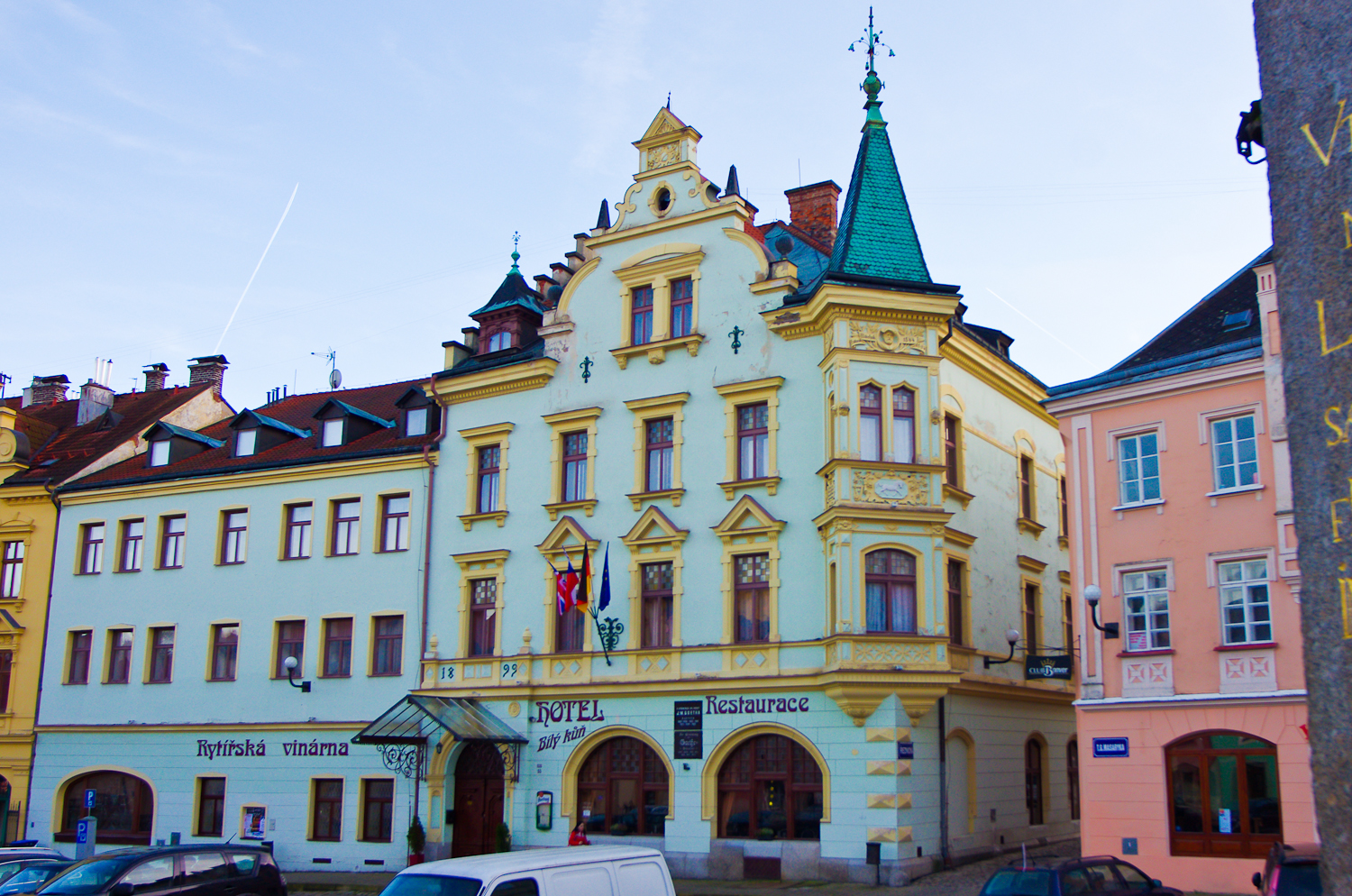
Hotel před renovací
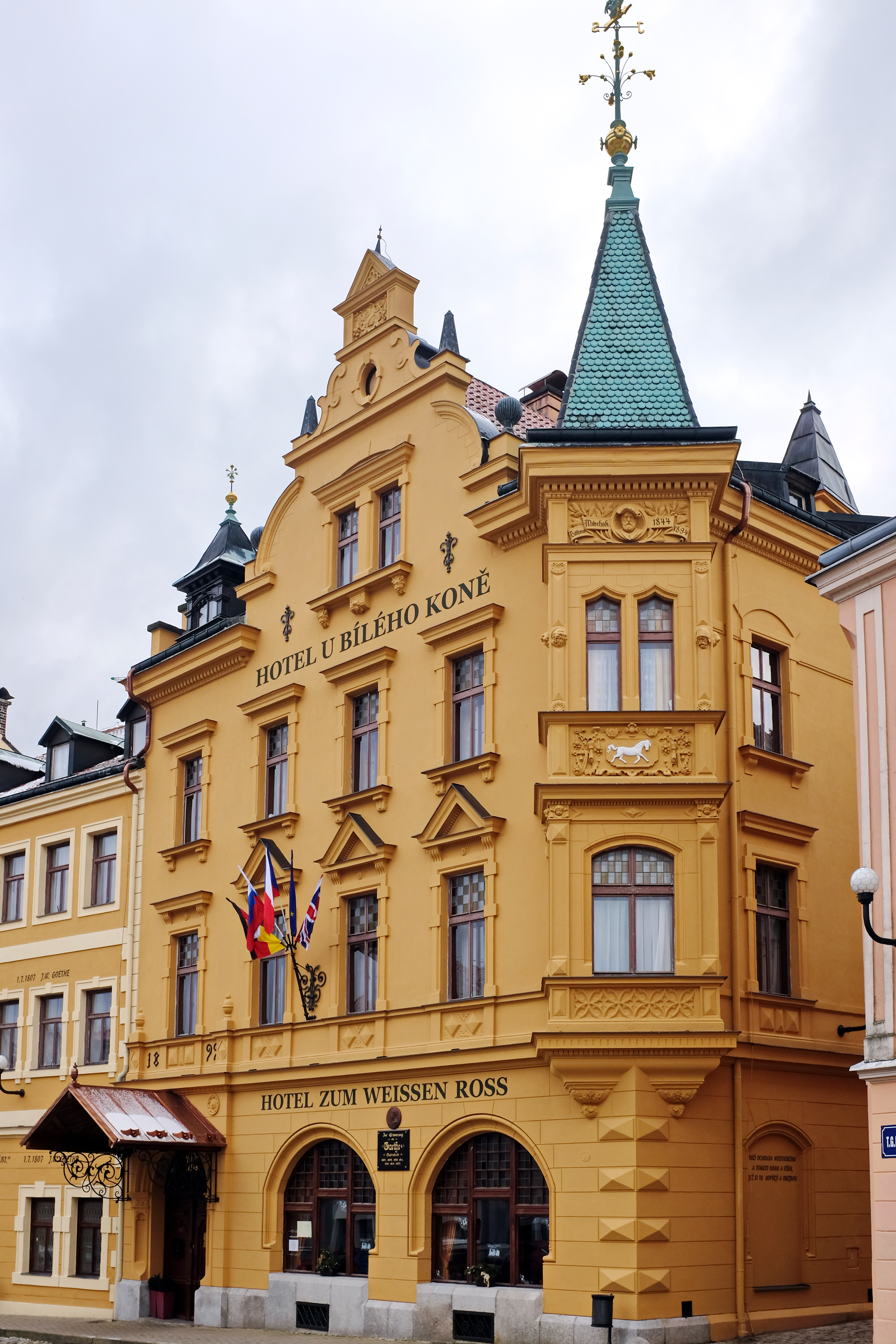
Pohled od severozápadu
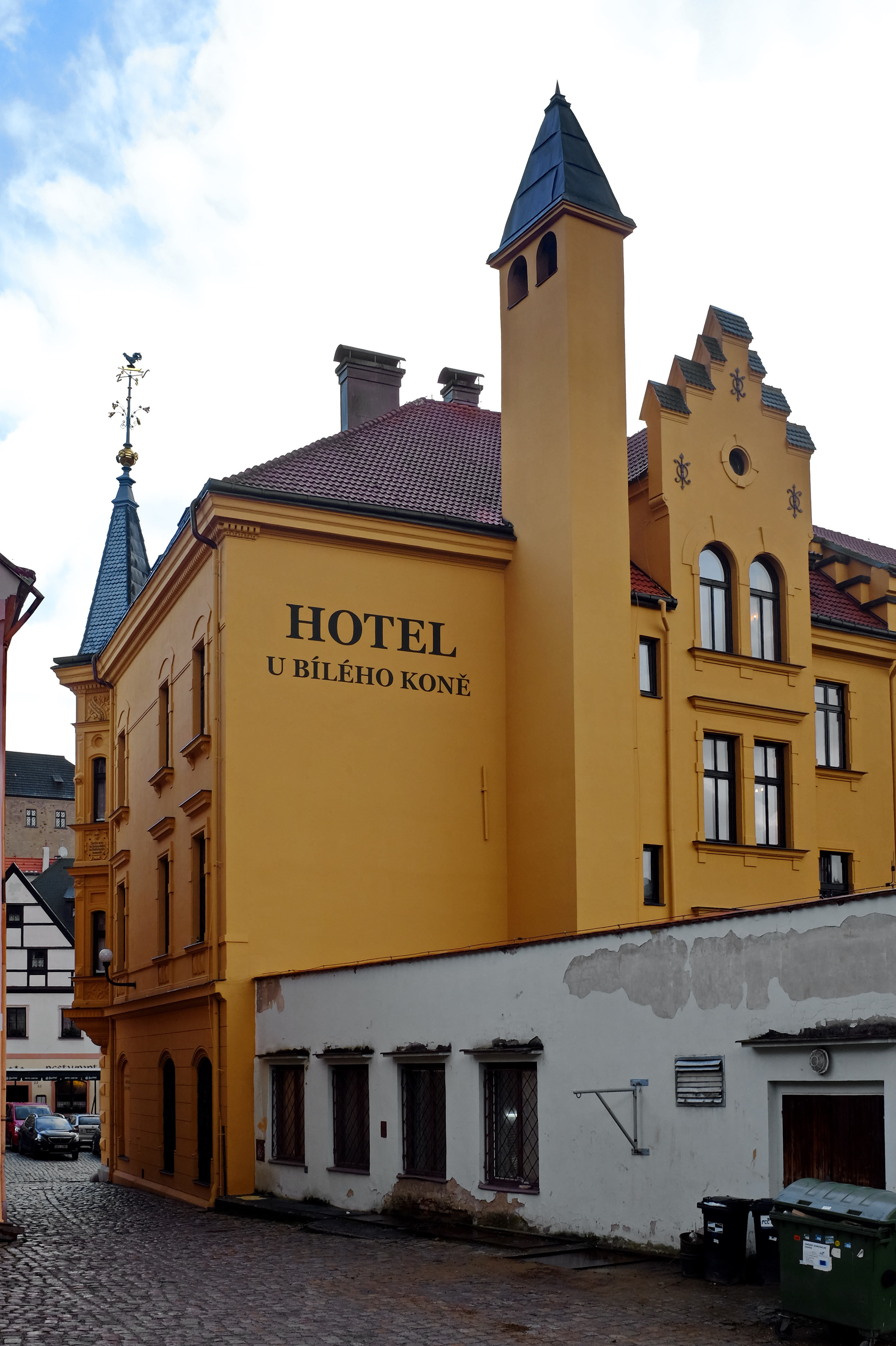
Pohled z Řeznické ulice
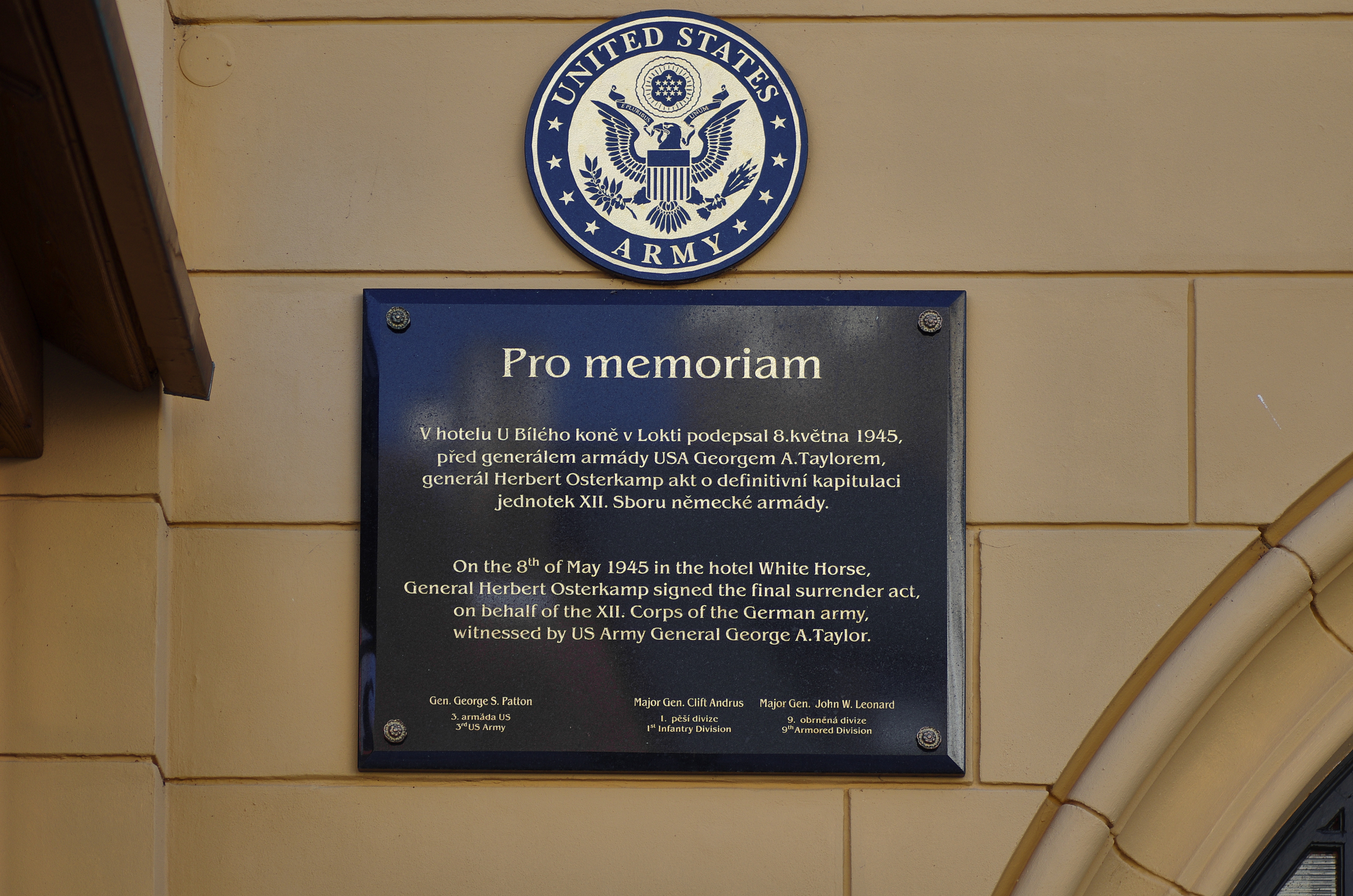
Pamětní deska připomínající podpis německé kapitulace
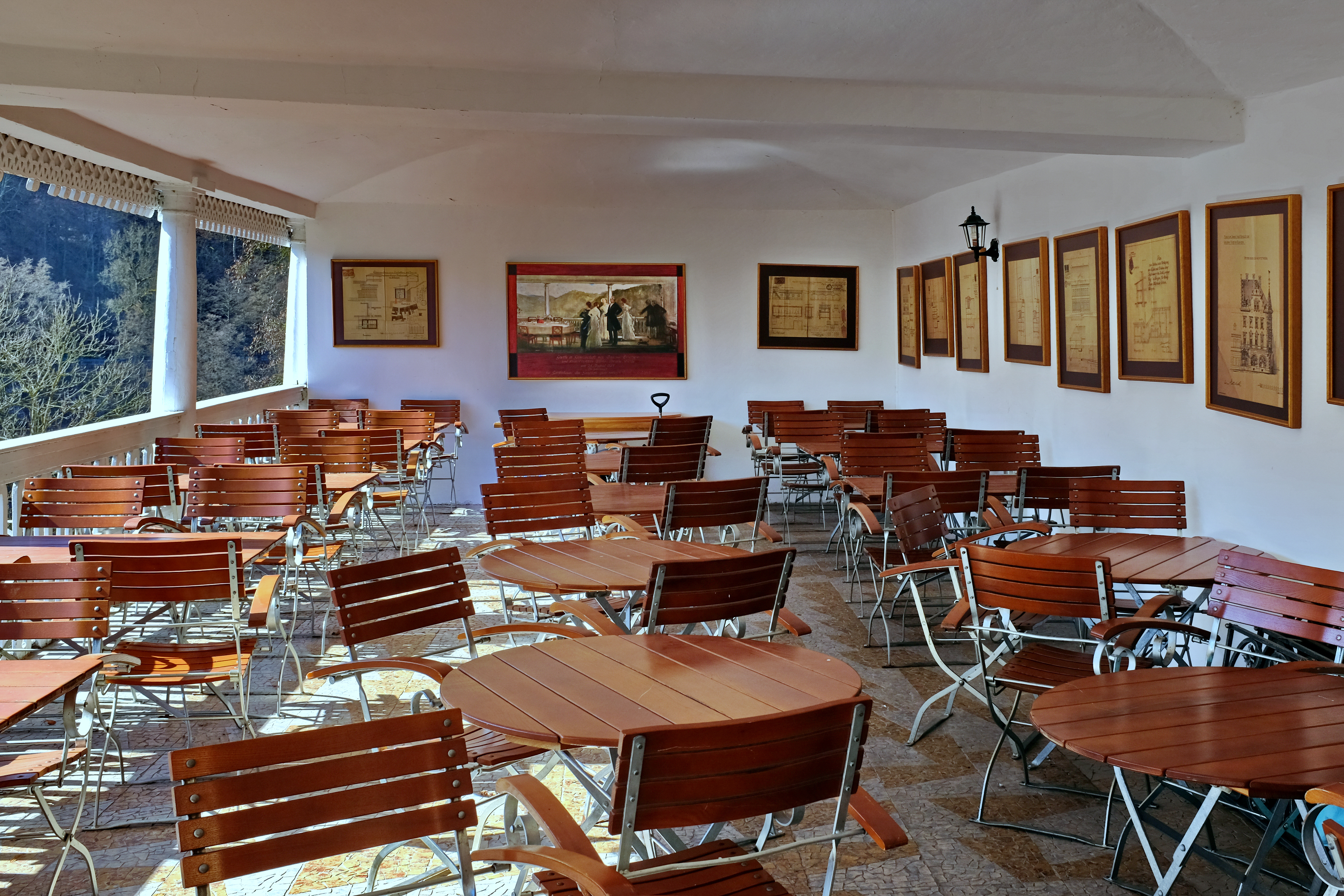
Terasa
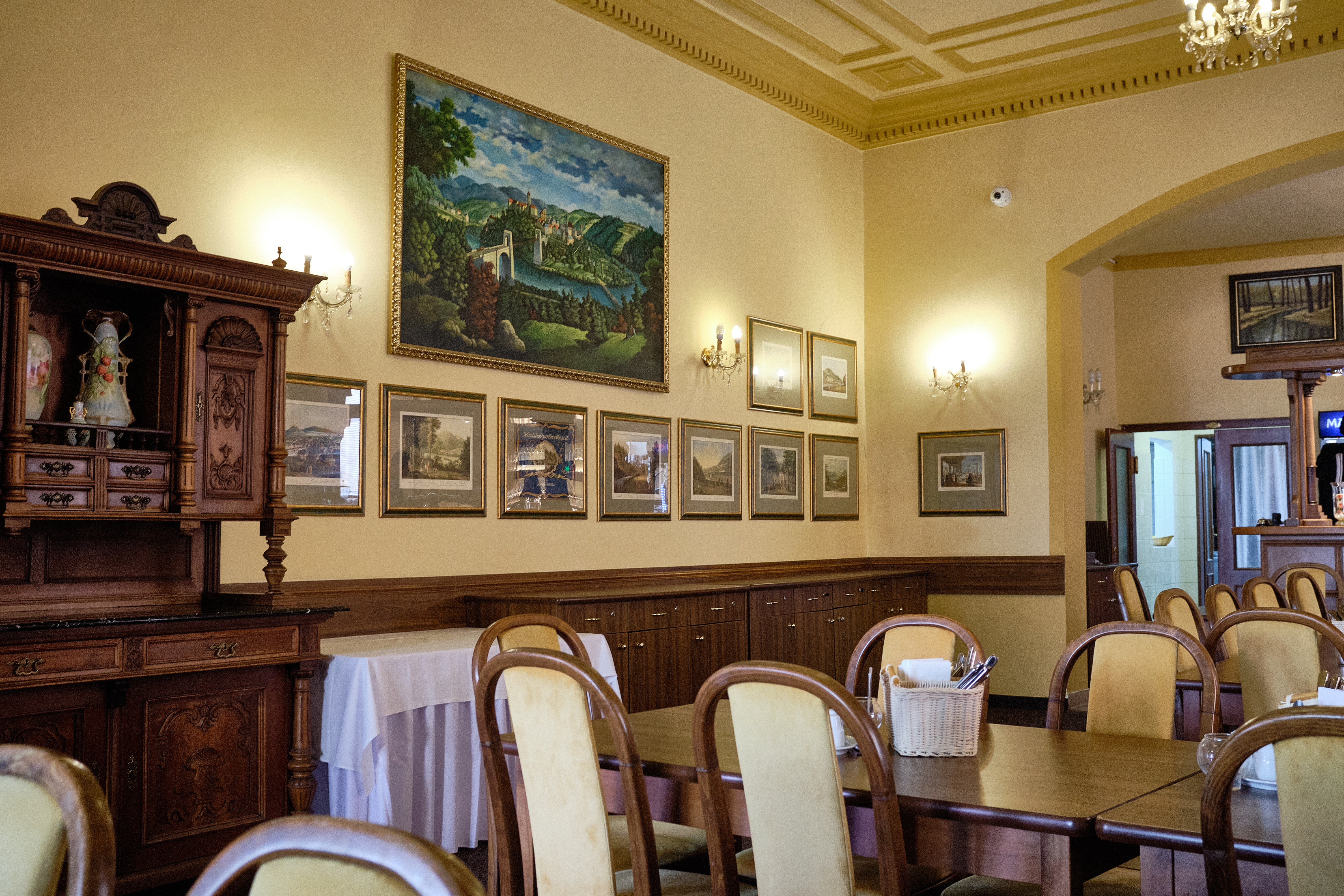
Hotelová restaurace
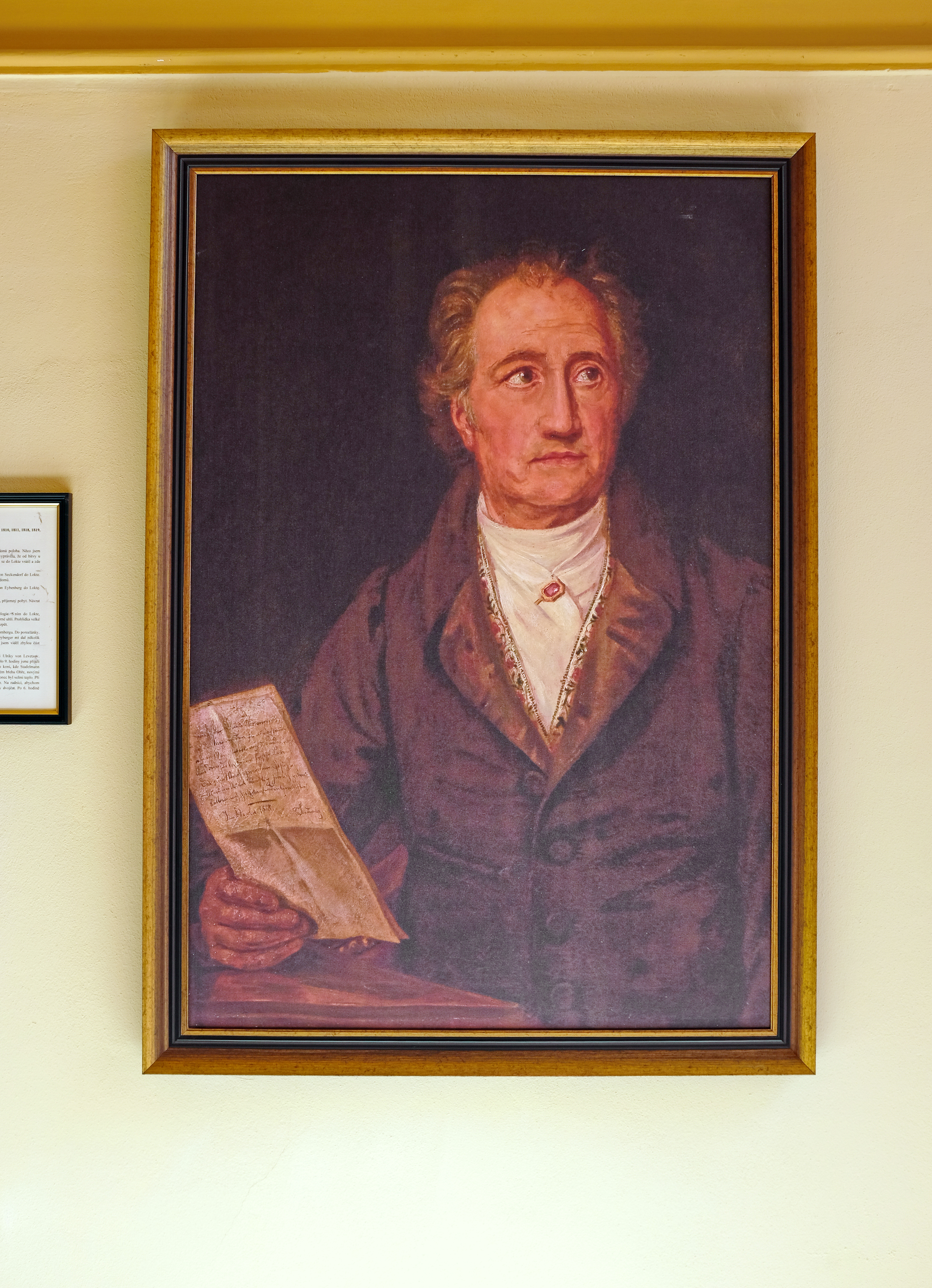
J. W. Goetha na obraze ve vestibulu hotelu
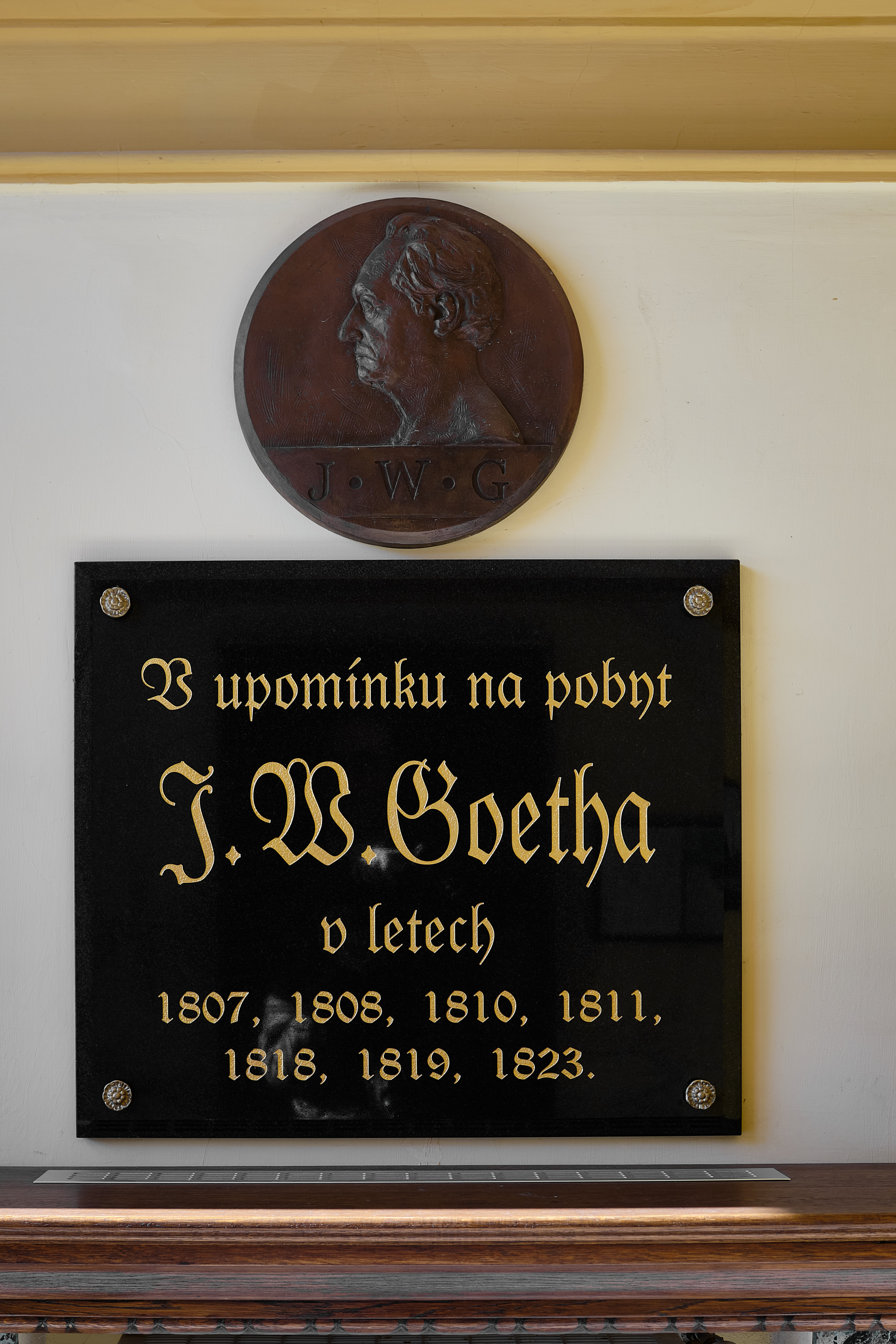
Pamětní deska pobytů J. W. Goetha
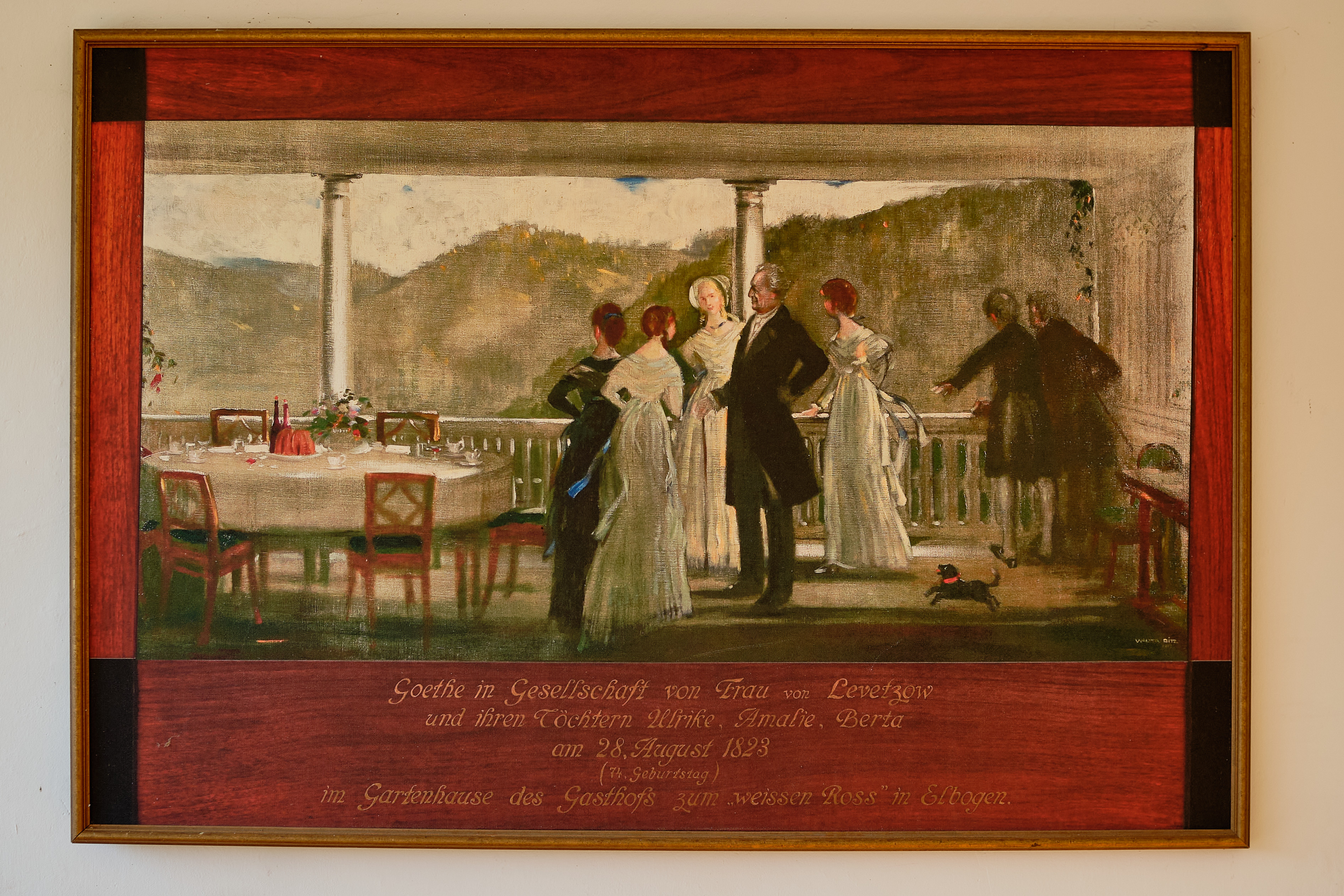
Obraz oslava narozenin J. W. Goetha na terase hotelu